# Војин Дворнић
Војин Дворнић  (Београд, 21. фебруар 1945) био је фудбалер који је играо за Палилулац и Раковицу. Играо је у одбрани.
У Палилулац је дошао са 14 година давне 1959. године. Прошао све селекције Палилулца, од пионира до првог тима. Један кратак период је провео у Раковици да би се поново вратио у Палилулац.
Био је играч, тренер, члан управе, и део тима Палилулца до данашњих дана.
Био је председник конференције Српске лиге Београда у два мандата 2008. и 2009. године, као и председник конференције Београдске зоне у три мандата 2010, 2011. и 2012. године.

## Турнири на којима је учествовао

### МОТ Међународни омладински турнир
- 1—24-27. август 1961. године Градски стадион у Земуну и Омладински стадион на Карабурми Београд
- 2—1962. година Вршац, Смедерево и Ваљево
- 3—01-05 Мај 1963. године Вршац, Ваљево, Светозарево (Јагодина) и Скопље
- 4—01-07 Мај 1964. година Светозарево (Јагодина) и још седам градова.

### Диселдорф, Западна Немачка
- 14. — 20. Јуна 1964. година
- 01. — 12. Јуна 1965. година

### Диселдорф,Западна Немачка

##### 14. — 20. Јуна 1964. година
| Хоџић Вучковић Дворнић Божиновић Ћировић Видовић Михајловић Гребенаревић Давидовић Трбојевић Златко Тренер: Иван Ватовец — Џине |

##### 01. — 12. Јуна 1965. година
| Тофел Дворнић Николић Дробац Веланац Сопић Чонић Жалац Дутина Видовић Јаковљевић Тренер: др Милан Златановић |